# Wereldkampioenschap voetbal 2010 groep E
De wedstrijden in Groep E van het Wereldkampioenschap voetbal 2010 werden gespeeld van 14 juni 2010 tot en met 24 juni 2010. De groep bestaat uit Nederland, Denemarken, Japan en Kameroen.
In de FIFA-wereldranglijst van voor het WK 2010 stond Nederland op de 4e plaats, Denemarken op de 36e plaats, Japan op de 45e plaats en Kameroen op de 19e plaats.
De winnaar van groep E, Nederland, speelt tegen de nummer 2 van Groep F, Slowakije. De nummer 2 van groep E, Japan, speelt tegen de winnaar van groep F, Paraguay.

## Eindstand
| Land       | Win | Gel | Ver | DV | DT | +/- | Pnt |
| ---------- | --- | --- | --- | -- | -- | --- | --- |
| Nederland  | 3   | 0   | 0   | 5  | 1  | 4   | 9   |
| Japan      | 2   | 0   | 1   | 4  | 2  | 2   | 6   |
| Denemarken | 1   | 0   | 2   | 3  | 6  | -3  | 3   |
| Kameroen   | 0   | 0   | 3   | 2  | 5  | -3  | 0   |

|                    |                            |                  |            |                                                                                |
| 14 juni 2010 13:30 | Nederland                  | 2 – 0            | Denemarken | Soccer City, Johannesburg Toeschouwers: 83.465 Scheidsrechter: Stéphane Lannoy |
| 14 juni 2010 13:30 | Agger 47' (e.d.) Kuijt 85' | wedstrijdverslag |            | Soccer City, Johannesburg Toeschouwers: 83.465 Scheidsrechter: Stéphane Lannoy |

|                    |           |                  |          |                                                                                         |
| 14 juni 2010 16:00 | Japan     | 1 – 0            | Kameroen | Vrystaatstadion, Bloemfontein Toeschouwers: 30.620 Scheidsrechter: Olegário Benquerença |
| 14 juni 2010 16:00 | Honda 38' | wedstrijdverslag |          | Vrystaatstadion, Bloemfontein Toeschouwers: 30.620 Scheidsrechter: Olegário Benquerença |

|                    |              |       |       |                                                                                    |
| 19 juni 2010 13:30 | Nederland    | 1 – 0 | Japan | Moses Mabhida Stadium, Durban Toeschouwers: 62.010 Scheidsrechter: Héctor Baldassi |
| 19 juni 2010 13:30 | Sneijder 53' | [ 5 ] |       | Moses Mabhida Stadium, Durban Toeschouwers: 62.010 Scheidsrechter: Héctor Baldassi |

|                    |           |       |                            |                                                                                        |
| 19 juni 2010 20:30 | Kameroen  | 1 – 2 | Denemarken                 | Loftus Versfeld Stadion, Pretoria Toeschouwers: 38.704 Scheidsrechter: Jorge Larrionda |
| 19 juni 2010 20:30 | Eto'o 10' | [ 6 ] | 33' Bendtner 61' Rommedahl | Loftus Versfeld Stadion, Pretoria Toeschouwers: 38.704 Scheidsrechter: Jorge Larrionda |

|                    |              |       |                                |                                                                                      |
| 24 juni 2010 20:30 | Denemarken   | 1 – 3 | Japan                          | Royal Bafokeng Stadion, Rustenburg Toeschouwers: 27.967 Scheidsrechter: Jerome Damon |
| 24 juni 2010 20:30 | Tomasson 81' | [ 7 ] | 17' Honda 30' Endo 87' Okazaki | Royal Bafokeng Stadion, Rustenburg Toeschouwers: 27.967 Scheidsrechter: Jerome Damon |

|                    |                  |       |                              |                                                                            |
| 24 juni 2010 20:30 | Kameroen         | 1 – 2 | Nederland                    | Groenpuntstadion, Kaapstad Toeschouwers: 63.093 Scheidsrechter: Pablo Pozo |
| 24 juni 2010 20:30 | Eto'o 65' (pen.) | [ 8 ] | 36' van Persie 83' Huntelaar | Groenpuntstadion, Kaapstad Toeschouwers: 63.093 Scheidsrechter: Pablo Pozo |